# Klopdriesscherbeek
De Klopdriesscherbeek is een beek in Nederlands Zuid-Limburg in de gemeentes Vaals en Gulpen-Wittem. De beek ligt ten zuidoosten van Epen op de rechteroever van de Geul.
Niet ver van de monding van de beek ligt de Hoeve Vernelsberg en verder naar het noorden ligt de Volmolen.

## Ligging
De beek ontspringt ten zuidwesten van buurtschap Camerig op de westelijke helling van het Plateau van Vijlen in het Geuldal. Vanaf de bron loopt de beek in westelijke richting. Na ongeveer 350 meter mondt de beek tussen de Lingbergbeek en de Terzieterbeek uit in de Geul bij buurtschap Plaat.